# Làvotxkin La-160
El Làvotxkin La-160, conegut com Strelka (Fletxa en rus), va ser el primer prototip de caça de reacció de recerca soviètic d'ala en fletxa. Va ser dissenyat i fabricat per l'Oficina de Disseny Làvotxkin a partir de 1946. La USAF ho va designar com "Tipus 6".

## Disseny i desenvolupament
L'Avió 160 era una aeronau d'estil beina i botaló totalment metàl·lic amb tren d'aterratge tricicle com el Làvotxkin La-152, però les seves ales d'implantació mitjana presentaven 35º de fletxa amb una corda d'1/4. El motor amb postcremador estava sota el morro, amb l'entrada d'aire en l'extrem del mateix i la fuita sota el fuselatge. El tren d'aterratge tricicle s'allotjava enterament en el fuselatge (gairebé tots els avions de reacció Làvotxkin tenien una disposició similar del tren d'aterratge) quan es retreia, permetent que l'ala fos construïda més prima i lleugera. Una disposició convencional de cua amb plànols de 35º de fletxa es localitzava al final del botaló de cua. Les ales en fletxa s'estrenyien molt poc (corda gairebé constant), amb alerons/flaps de mitja envergadura i dos canalitzadors alars a cada costat.
Encara que dissenyat com un caça, l'Avió 160 va ser destinat a la recerca del vol amb ales en fletxa a alta velocitat, del que se sabia poc a mitjan anys 40 (anteriorment, només l'avió lleuger de motor de pistons MiG-8 amb canard, de 1945, havia fet servir una moderada ala en fletxa). Seguint estretament la disposició dels seus prototips previs de caces de reacció, Làvotxkin va ser capaç de produir una aeronau que proporcionava dades útils i experiència del vol a una alta velocitat propera a la del so.
El primer vol va tenir lloc el 24 de juny de 1947. Reeixides proves de vol van ser seguides per una exhibició pública en el Dia de l'Aviació de 1947 en Tushino. Les proves van continuar fins que l'Avió 160 es va trencar en vol, a causa de la petita aeroestabilitat alar, durant les proves d'establiment de la màxima velocitat assolible. L'experiència guanyada amb l'Avió 160 va estimular als dissenyadors aeronàutics soviètics a dissenyar caces d'ala en fletxa, encara que amb molt de compte.
La designació "Avió 160" havia estat fet servir prèviament per Làvotxkin en un caça "Pesat" bimotor que es produiria simultàniament amb l'Avió 150. Aquest projecte es va malmetre, però va conduir a la sèrie de caces bimotors I-21 d'Alekséiev, després que Alekséiev deixés l'oficina de disseny de Làvotxkin per dirigir l'OKB-21 en Gorki.

## Operadors
Unió Soviètica
- Força Aèria Soviètica

## Especificacions

### Característiques generals
- Tripulació: Un (pilot)
- Longitud: 10,06m
- Envergadura: 8,95m
- Alçada: 4,12m
- Superfície de l'ala: 15,9 m²
- Pes buit: 2.738 kg
- Pes carregat: 4.060 kg
- Planta motriu: 1× turboreactor amb postcremador Tumanski RD-10.
  - Empenyiment normal: 8,83 kN d'empenyiment.
  - Empenyament amb postcremador: 11,17 kN d'empenyiment.

### Rendiment
- Velocitat màxima operativa (Vno): 970 km/h
- Abast: 1.000 km
- Sostre de vol: 12.000 m (40.030 peus)
- Règim d'ascens: 19,84 m/s (3.905 peus/min)

### Armament
- Canons:
  - 2 de 37mm